# Colpochila gagatina
Colpochila gagatina är en skalbaggsart som beskrevs av Hermann Burmeister 1855. Colpochila gagatina ingår i släktet Colpochila och familjen Melolonthidae. Inga underarter finns listade i Catalogue of Life.